# Clube de Regatas do Flamengo (baloncesto)
El Flamengo es un equipo de baloncesto que juega en la NBB con sede en Río de Janeiro, Brasil.

## Historia
El Flamengo ganó su primer campeonato en 1919, el Campeonato de la Ciudad de Río de Janeiro, que volvió a ganar el título en 1932. El tercer campeonato ganado en 1933 (esta invicto), 1934 y 1935 fue el primero en la historia del club. En 1934, 1949, 1951 y 1953, el brasileño Flamengo fue campeón en el campeonato organizado por el ex CBD (Confederación Brasileña de Deportes).
Después de trece años, la coordinación técnica estuvo a cargo de Togo Renan Soares , el Kanela, que da su nombre al gimnasio hoy. La llegada del nuevo entrenador revolucionó la historia del baloncesto y el Flamengo puso fin a las "secas" de valores. En 1948 y 1949, el estado fue campeón Flamengo. En el año 1951 , Gilberto Cardoso asumió la presidencia y desde allí se unió a Flamengo en la década de oro del baloncesto de color rojo y negro. De 1951 a 1960 , Flamengo ganó el decacampeão Río. Durante esos 10 años, había 193 victorias y 4 derrotas. Un equipo de atletas en el momento dijo que dio el nombre del club como: Algodón , Gideon, Alfredo, Godinho, Guguta, Waldyr Boccardo , Fernando Brobró (campeón del mundo en 1959 y 1963 ), Arthur, Mário Zé, Giménez Tiao y Ardelum.
El balón de baloncesto masculino Flamengo volvió a ganar títulos 1962, 64, 75, 77, 82, 84, 85, 86, 90, 94, 95, 96, 98, 99 y 2002. En la actualidad, el siete veces campeón Flamengo es a nivel estatal, con títulos en 2005 , 2006 , 2007 , 2008 , 2009 , 2010 y 2011. En los años 70 y 80, lo más destacado del equipo fue Pedrinho. Entre 1999 y 2003 , el gran nombre en el baloncesto de color rojo y negro era Oscar Schmidt , el mano santa que puso fin a su carrera en el club.
En 2008, el Flamengo fue el primer campeón del Campeonato Brasileño. En 2009 , el flamenco comenzó el año con un gran equipo, convirtiéndose en el campeón de la Liga Sudamericana de Baloncesto y ganar el segundo título en Brasil.
En la primera parada de la Liga Sudamericana 2017 jugada en la ciudad colombiana de Quibdó, ganó la serie de manera invicta venciendo a San Martín de Corrientes(Argentina), Hebraica y Macabi (Uruguay) y Cimarrones de Colombia.

## Rivalidades

### Flamengo - Brasilia
Considerado el mayor rivalidad en el baloncesto de Brasil en la última década, la rivalidad entre los dos equipos se refleja también en la lucha reciente de este deporte por la hegemonía en Brasil. El choque marcó el final de muchos torneos nacionales e internacionales, y el Flamengo ganó las decisiones de la CBB 2007/2008 y BNB 2008/2009 , mientras que Brasilia ganó la final de la NBB 2009/2010 y la Liga Sudamericana 2010/2011 .

### Flamengo - Franca
Flamengo también tiene una rivalidad con Franca. Estos dos equipos decidieron serie semifinal consecutiva, en NBB 2009/2010 y BNB 2010/2011 . En la primera, Flamengo ganó la serie por 3-1 con un triple de Marcelo Machado pocos segundos del final del partido 4. Al año siguiente Francia ganó la serie por 3-0. En el juego 3 de la serie, el armador de Franca Fernando Penna hizo una jugada preciosa por adelante a David Teague. Los otros jugadores del Flamengo no le gustaba eso y comenzó una gran confusión en el campo, la intensificación de la rivalidad entre los dos equipos. 

## Palmarés

### Federación Internacional de Baloncesto - FIBA
- Mundial de Clubes de Baloncesto: 2014, 2022
- Liga de Campeones de las Américas: 2021, 2024-25
- Liga de las Américas: 2014
- Liga Sudamericana de Clubes: 2009
- Campeonato Sudamericano: 1953

### Confederación Brasileña de Baloncesto - CBB
- Novo Basquete Brasil: 2009, 2013, 2014, 2015, 2016, 2019 y 2021
- Liga Brasileña de Baloncesto: 2008
- Copa Super 8 : 2018, 2021

### Federación Carioca de Baloncesto
- Campeonato del estado de Río de Janeiro : 1919, 1933 (invicto), 1935, 1948, 1949,1962, 1964, 1975, 1977, 1982, 1984, 1985, 1986, 1990, 1994, 1995, 1996, 1998, 1999, 2002, 2005, 2006, 2007, 2008, 2009, 2010, 2011, 2012, 2013, 2014, 2015, 2016, 2018, 2019, 2020, 2021, 2022

### Otros torneos
- Torneo CBD : 1934 , 1949 , 1951 y 1953
- Trofeo Kanela: 1988, 1989[1] y 1990
- Rio-São Paulo Torneo: 1920
- Torneo Inicio: 1920, 1931 y 1932
- Torneo de Brasil: 1940
- Macedo Soares Copa: 1948
- Goodway Copa: 1985
- GERDAL Boscoli Cup: 1969 y 1975